# Halogenide
Halogeniden of haliden is in de anorganische chemie de verzamelnaam voor alle zouten die een chemische verbinding tussen een metaal en een halogeen zijn. 
Naast de echte halogeniden zijn een aantal verbindingen van waterstof in chemische zin ook als halogeniden te beschouwen. De halogenen, plus waterstof, en hun halogeniden zijn:
- fluor (F−) - fluoriden
- chloor (Cl−) - chloriden
- broom (Br−) - bromiden
- jodium (I−) - jodiden
- astaat (At−) - astatiden
- waterstof (H−) - hydriden

## Economische betekenis
Verschillende in deze groep voorkomende mineralen zijn economisch zeer belangrijk. Haliet (steenzout, natriumchloride) en fluoriet zijn grondstoffen voor vele takken van de chemische industrie; sylviet (kaliumchloride) wordt verwerkt tot kunstmest. Een aantal halogeniden is aanwezig in zoutgronden, landbouwkundig moeilijke gebieden in de tropen en subtropen, waarin verzilting optreedt als gevolg van de toegepaste irrigatiemethoden.

## Organische chemie
In de organische chemie zijn gehalogeneerde koolwaterstof-moleculen, moleculen waarin een of meer waterstofatomen zijn vervangen door een halogeen-atoom. Halogenide wordt dan gebruikt als onderscheid met de oorspronkelijke organische verbinding met alleen waterstofatomen.